# 沃尔瑟环形山
沃尔瑟环形山（Walther）是位于月球正面南部高地区的一座古老大撞击坑，约形成于45.5亿-39.2亿年前的前酒海纪，其名称取自德国著名天文学家、约翰内斯·米勒的学生伯恩哈德·瓦尔特（Bernhard Walther，1430年-1504年），1935年该名称被国际天文学联合会批准接受。

## 描述

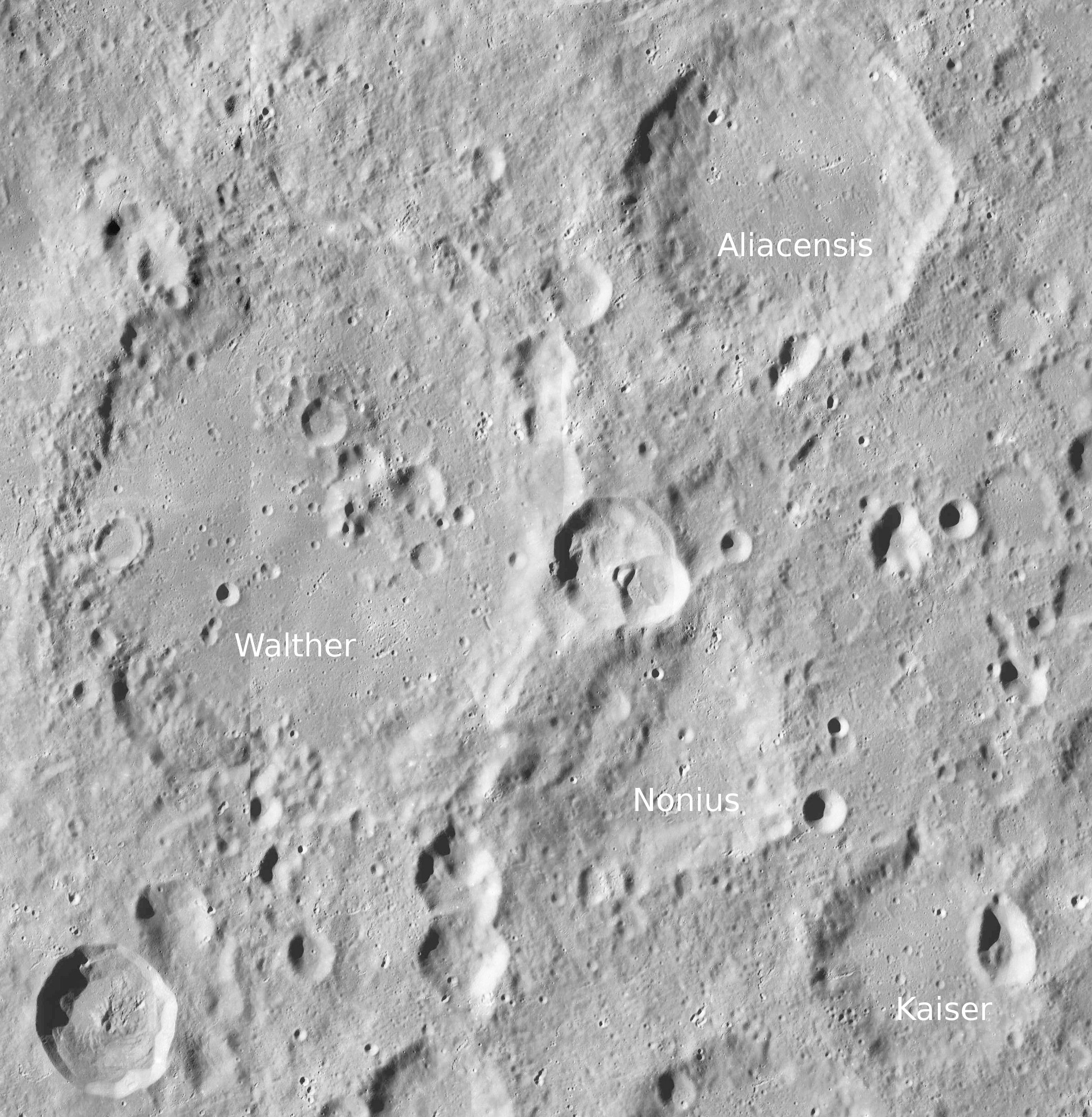
沃尔瑟环形山的周边，月球勘测轨道飞行器拍摄。

该陨坑西侧毗邻巨大的德朗达尔环形山、西北偏北靠近雷乔蒙塔努斯环形山、阿里辛西斯环形山位于它的东北，它的东南连接了努内斯环形山、南面横亘着米勒环形山、而莱克塞尔环形山则坐落在它的西南方。该陨坑中心月面坐标为33°15′S 0°37′E / 33.25°S 0.62°E，直径134.2公里，深约4.13公里。
沃尔瑟环形山外壁轮廓大致圆状，但已受小陨坑的严重侵蚀和凿刻，许多特征已磨损变形，西侧坑壁略微向外凸出。陨坑外侧壁高低错落，结构复杂，壁顶显示有大量的尖峰，其中位于东侧壁上的一处壁顶高出坑底达3000米以上。坑壁平均较周边地形高1640米，内部容积约为17500公里³。碗状的坑底已发生改变，西南部地表较为平坦。靠东北是由数座山丘组成的中央峰，其中主峰高约2000米。中央峰的东北面紧挨着一群小陨坑。另外，坑底中心周围还分布有数座较醒目的山丘，其中北面山丘高约1000米、最西北的高500米、东南侧山丘高约800米、南部则是一座600米的圆锥形山丘。

## 命名
同月球正面大多数陨坑一样，该环形山也是由十七世纪意大利天文学家和耶稣会天主教神父乔瓦尼·巴蒂斯塔·里乔利所命名，其拉丁名格式为"瓦尔瑟乌斯"(Valtherus)，他在1651年创建的月名体系现已成为标准的月名。早期的一些月面学家也给予该特征不同的名称：如佛兰芒天文学家米迦勒·弗洛伦特·范·朗伦在他1645年发表的月图中以英格兰国王查理一世之名称它为"英王查理一世"(Caroli I Reg. Britt)；而波兰天文学家约翰·赫维留则将它与普尔巴赫环形山和雷乔蒙塔努斯环形山归在一起，以地球上的黎巴嫩山命名它们为"黎巴嫩山"("Mons Libanus")。

## 卫星陨石坑
按惯例，最靠近沃尔瑟环形山的卫星坑将在月图上以字母标注在它的中心点旁边。

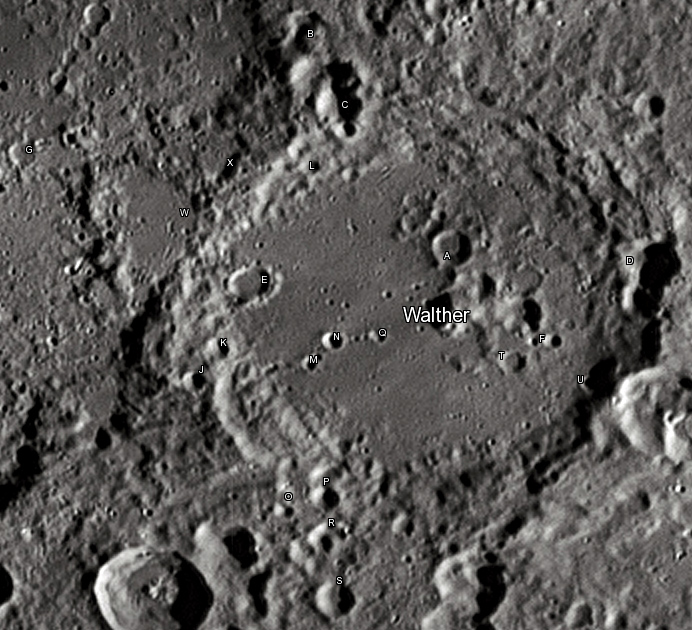
戴维·坎贝尔图片

| 沃尔瑟 | 纬度    | 经度   | 直径    |
| ------ | ------- | ------ | ------- |
| A      | 32.4° S | 0.7° E | 12 公里 |
| B      | 30.5° S | 1.4° W | 9 公里  |
| C      | 31.2° S | 0.8° W | 14 公里 |
| D      | 32.0° S | 2.8° E | 18 公里 |
| E      | 33.3° S | 1.2° W | 13 公里 |
| F      | 33.1° S | 2.1° E | 6 公里  |
| G      | 32.5° S | 3.9° W | 8 公里  |
| J      | 34.4° S | 1.5° W | 7 公里  |
| K      | 34.1° S | 1.4° W | 7 公里  |
| L      | 31.9° S | 0.9° W | 5 公里  |
| M      | 34.0° S | 0.3° W | 5 公里  |
| N      | 33.7° S | 0.2° W | 6 公里  |
| O      | 35.6° S | 0.1° W | 6 公里  |
| P      | 35.4° S | 0.2° E | 9 公里  |
| Q      | 33.5° S | 0.3° E | 4 公里  |
| R      | 35.8° S | 0.4° E | 8 公里  |
| S      | 36.4° S | 0.6° E | 12 公里 |
| T      | 33.4° S | 1.8° E | 8 公里  |
| U      | 33.4° S | 2.7° E | 4 公里  |
| W      | 32.8° S | 2.5° W | 36 公里 |
| X      | 32.1° S | 1.9° W | 10 公里 |

## 另请参阅
- Andersson, L. E.; Whitaker, E. A. . NASA RP-1097. 1982.
- Blue, Jennifer. . USGS. July 25, 2007  [2007-08-05]. （原始内容存档于2013-02-13）.
- Bussey, B.; Spudis, P. . New York: Cambridge University Press. 2004. ISBN 978-0-521-81528-4.
- Cocks, Elijah E.; Cocks, Josiah C. . Tudor Publishers. 1995. ISBN 978-0-936389-27-1.
- McDowell, Jonathan. . Jonathan's Space Report. July 15, 2007  [2007-10-24]. （原始内容存档于2012-05-26）.
- Menzel, D. H.; Minnaert, M.; Levin, B.; Dollfus, A.; Bell, B. . Space Science Reviews. 1971, 12 (2): 136–186. Bibcode:1971SSRv...12..136M. doi:10.1007/BF00171763.
- Moore, Patrick. . Sterling Publishing Co. 2001. ISBN 978-0-304-35469-6.
- Price, Fred W. . Cambridge University Press. 1988. ISBN 978-0-521-33500-3.
- Rükl, Antonín. . Kalmbach Books. 1990. ISBN 978-0-913135-17-4.
- Webb, Rev. T. W.  6th revised. Dover. 1962. ISBN 978-0-486-20917-3.
- Whitaker, Ewen A. . Cambridge University Press. 1999. ISBN 978-0-521-62248-6.
- Wlasuk, Peter T. . Springer. 2000. ISBN 978-1-85233-193-1.